# Эффенди, Рена
Рена Эффенди (азерб. Rəna Əffəndi, род. 26 апреля 1977, Баку) — азербайджанский фотограф-фрилансер. Её работы посвящены темам окружающей среды, постконфликтного общества, влиянию нефтяной промышленности на людей и социальному неравенству.

## Жизнь
Эфенди родилась в Баку в 1977 году. Она изучала лингвистику в Азербайджанском государственном институте языков.
Эффенди начала фотографировать в 2001 году и перешла на фотографию как на основной заработок в 2005 году, уволившись с должности специалиста по экономическому развитию в Агентстве США по международному развитию в Баку. Первая монография Эффенди Pipe Dreams, опубликованная издательством Mets & Schilt, посвящена влиянию нефтяной промышленности на жизнь простых граждан в Азербайджане, Грузии и Турции вдоль трубопровода Баку-Тбилиси-Джейхан. Первоначально она получила коммерческое задание от BP, нефтяного консорциума, который управляет этим трубопроводом. В рамках создания рекламного материала она обнаружила, что лишь небольшой процент городского населения в её стране получает выгоду от нефтяного бума. В течение 6 лет эта работа превратилась в Pipe Dreams.
Эффенди также создавала истории о Чернобыле после ядерной катастрофы 1986 года, о трансгендерных людях в Стамбуле, деревенской жизни в Хыналыге, о российско-грузинской войне 2008 года, о жизни молодёжи в Тегеране, России и Каире. Эту работу она опубликовала в 2010 году под названием Chernobyl: Still Life in the Zone. В своей работе она стремилась продемонстрировать жизнь людей в зоне, а не просто памятные моменты.
Её работы публиковались в International Herald Tribune, Newsweek, Financial Times, Time Magazine, National Geographic, Marie Claire, Courrier International, Le Monde, L’Uomo Vogue, Le Figaro, Liberation, Courrier International, Newsweek, Days Japan, Reponse Photo, Огонёк, Эксперт и Большой Город. Её работы также выставлялись в галерее Саатчи в Лондоне, галерее Aperture в Нью-Йорке, Istanbul Modern, на Венецианской биеннале и Art Basel.

## Публикации
- USAID Azerbaijan: From relief to development. Baku: USAID/Caucasus Azerbaijan, c2003. OCLC 62496020
- Pipe Dreams: A Chronicle of Lives along the Pipeline. Amsterdam: Mets & Schilt, 2009. ISBN 978-9053306956, on Swiss exhibitions in 2009
  - Pipe dreams. Eine Chronik des Lebens entlang der Pipeline. Bern: Benteli, 2009. ISBN 9783716516034.
  - Las quimeras del petróleo: la vida cerca del oleoducto. Barcelona: Blume, 2009. ISBN 9788498014365.
  - Линия Жизни. Moskva: Izdateli L. Gusev i M. Sidorenko, 2009. ISBN 9785903788101.
- Liquid Land. Amsterdam: Schilt, 2012. ISBN 978-9053307892.
  - Land ohne festen Boden. Die vergessenen Menschen von Baku. Bern: Benteli, 2012. ISBN 9783716517444.
  - Жидкая земля. Moskva: Treemedia, 2012. ISBN 9785903788200.

## Награды
Эффенди получила премию Fifty Crows Documentary Award, премию памяти Марио Джакомелли и редакционный грант Getty Images. В 2008 году журнал National Geographic наградил её премией All Roads Photography Award, в 2009 году она получила премию «Молодой фотограф Кавказа», а в 2011 году выиграла премию Принца Клауса. Она заняла третье место в категории Observed Portraits на конкурсе World Press Photo 2014 в Амстердаме, за фотографию Transylvania: Built on Grass.